# Wasserwerk Viersen
Das Wasserwerk Viersen versorgt Viersen und Süchteln mit Trinkwasser. Es wurde 1890 erbaut und 1965 modernisiert. Das Wasser stammt aus fünf Brunnen mit einer Tiefe zwischen 31,5 und 50 m. Zur Aufbereitung werden unter anderem Rieslertürme eingesetzt. Die maximale Aufbereitungsleistung beträgt 450 m³ pro Stunde bzw. 2,0 Mio. m³ Trinkwasser jährlich. Der Vorratsspeicher besitzt ein Volumen von 1100 m³. Ebenfalls 1890 wurde der Wasserturm Viersen errichtet.